# آرثر داف
آرثر داف (بالإنجليزية: Arthur Duff)‏ هو ملحن أيرلندي، ولد في 13 مارس 1899، وتوفي في 23 سبتمبر 1956.

## وصلات خارجية
- آرثر داف على موقع ميوزك برينز (الإنجليزية)
- آرثر داف على موقع ديسكوغز (الإنجليزية)